# Charles Mayer
Pour les articles homonymes, voir Mayer.
Charles Mayer (1882-1972) est un boxeur amateur américain.

## Carrière
Il est né le 7 janvier 1882 à Molsheim dans le Bas-Rhin en France (à l'époque en Alsace-Lorraine incorporée dans l'Empire allemand).
Il a remporté aux Jeux olympiques d'été de 1904 à Saint-Louis la médaille d'or dans la catégorie poids moyens aux dépens de Benjamin Spradley et la médaille d'argent en poids lourds après s'être incliné aux points face à son compatriote Samuel Berger. Mayer gagne également l'année suivante le titre de champion des États-Unis des poids moyens.

## Palmarès

### Jeux olympiques
- Jeux olympiques de 1904 à Saint-Louis (poids moyens)
- Jeux olympiques de 1904 à Saint-Louis (poids lourds)

## Référence
1. ↑  Olympedia
2. ↑  Archives départementales du Bas-Rhin, commune de Molsheim, année 1882, acte de naissance no 2, vue 3/55, sans mention marginale de décès
3. ↑  (en) Résultats des Jeux olympiques 1904 (amateur-boxing.strefa.pl)